# Un país para escucharlo
Un país para escucharlo es un programa documental español de temática musical presentado por el cantante y guitarrista Ariel Rot. Se estrenó el 5 de febrero de 2019 en La 2.

## Formato
Se trata de una road movie musical y es presentado por el cantante y guitarrista argentino Ariel Rot, exmiembro de Tequila y Los Rodríguez. En cada programa hacen recorridos por lugares de España donde se descubre su folclore y sus personalidades musicales más conocidas.

## Equipo
- Dirección
  - Juan José Ponce Guzmán (2019 - 2021)
  - Vanesa Benítez (2023-2024)
- Sonido
  - Juan Cantón
  - José Tomé

### Presentador
| Nombre    | Edad    | Descripción          |
| --------- | ------- | -------------------- |
| Ariel Rot | 61 años | Cantante y Guionista |

## Episodios y audiencias
| Temporada | Temporada | Episodios | Estreno              | Final               | Audiencia media | Audiencia media | Audiencia media |
| Temporada | Temporada | Episodios | Estreno              | Final               | Espectadores    | Cuota           |                 |
| --------- | --------- | --------- | -------------------- | ------------------- | --------------- | --------------- | --------------- |
|           | 1         | 10        | 5 de febrero de 2019 | 9 de abril de 2019  | 278 000         | 1,8%            |                 |
|           | 2         | 10        | 7 de enero de 2020   | 10 de marzo de 2020 | 375 000         | 2,6%            |                 |
|           | 3         | 10        | 11 de enero de 2021  | 16 de marzo de 2021 | 308 000         | 2,2%            |                 |
|           | 4         | 10        | 9 de enero de 2024   | 21 de marzo de 2024 |                 |                 |                 |
| Total     | Total     | 40        | 2019                 | 2024                |                 |                 |                 |

### 1ª temporada (2019)
| N.º (serie) | N.º (temp.) | Título                                                                              | Fecha de emisión      | Audiencia      |
| ----------- | ----------- | ----------------------------------------------------------------------------------- | --------------------- | -------------- |
| 1           | 1           | «Sevilla y Cádiz Anfitrión: Kiko Veneno»                                            | 5 de febrero de 2019  | 415 000 (2,6%) |
| 2           | 2           | «Madrid Anfitrión: Christina Rosenvinge»                                            | 12 de febrero de 2019 | 276 000 (1,7%) |
| 3           | 3           | «Asturias Anfitrión: Jorge Ilegal (Ilegales)»                                       | 19 de febrero de 2019 | 309 000 (2,0%) |
| 4           | 4           | «Barcelona Anfitrión: Love of Lesbian»                                              | 26 de febrero de 2019 | 235 000 (1,5%) |
| 5           | 5           | «Granada Anfitrión: Anni B Sweet»                                                   | 5 de marzo de 2019    | 248 000 (1,6%) |
| 6           | 6           | «Valencia Anfitrión: Carlos Goñi (Revólver)»                                        | 12 de marzo de 2019   | 217 000 (1,4%) |
| 7           | 7           | «Murcia Anfitrión: Carlos Tarque (M Clan)»                                          | 19 de marzo de 2019   | 268 000 (1,8%) |
| 8           | 8           | «Bilbao y Vitoria Anfitrión: Mikel Izal (IZAL) y Fito Cabrales (Fito y Fitipaldis)» | 26 de marzo de 2019   | 281 000 (1,8%) |
| 9           | 9           | «Galicia Anfitrión: Xoel López»                                                     | 2 de abril de 2019    | 253 000 (1,5%) |
| 10          | 10          | «Zaragoza Anfitrión: Amaral»                                                        | 9 de abril de 2019    | 279 000 (1,7%) |

### 2ª temporada (2020)
| N.º (serie) | N.º (temp.) | Título                                                         | Fecha de emisión      | Audiencia      |
| ----------- | ----------- | -------------------------------------------------------------- | --------------------- | -------------- |
| 11          | 1           | «Córdoba y Jaén Anfitrión: Vega»                               | 7 de enero de 2020    | 479 000 (3,3%) |
| 12          | 2           | «Navarra y La Rioja Anfitrión: Enrique Villarreal "El Drogas"» | 14 de enero de 2020   | 347 000 (2,3%) |
| 13          | 3           | «Castilla-La Mancha Anfitrión: Rozalén»                        | 21 de enero de 2020   | 362 000 (2,4%) |
| 14          | 4           | «Málaga y Ceuta Anfitrión: Vanesa Martín y La Shica»           | 28 de enero de 2020   | 494 000 (3,4%) |
| 15          | 5           | «Islas Baleares Anfitrión: Maika Makovski»                     | 4 de febrero de 2020  | 247 000 (1,7%) |
| 16          | 6           | «Valladolid y León Anfitrión: Jesús Cifuentes (Celtas Cortos)» | 11 de febrero de 2020 | 306 000 (2,1%) |
| 17          | 7           | «San Sebastián Anfitrión: Mikel Erentxun»                      | 18 de febrero de 2020 | 431 000 (3,0%) |
| 18          | 8           | «Extremadura Anfitrión: Nacho Campillo (Tam Tam Go)»           | 25 de febrero de 2020 | 355 000 (2,5%) |
| 19          | 9           | «Islas Canarias Anfitrión: Pedro Guerra»                       | 3 de marzo de 2020    | 386 000 (2,7%) |
| 20          | 10          | «Cantabria y Palencia Anfitrión: Rulo (Rulo y la Contrabanda)» | 10 de marzo de 2020   | 347 000 (2,4%) |

### 3ª temporada (2021)
| N.º (serie) | N.º (temp.) | Título                                                                 | Fecha de emisión      | Audiencia      |
| ----------- | ----------- | ---------------------------------------------------------------------- | --------------------- | -------------- |
| 21          | 1           | «Madrid Anfitrión: Rayden»                                             | 11 de enero de 2021   | 300 000 (2,1%) |
| 22          | 2           | «Huelva Anfitrión: Martirio»                                           | 18 de enero de 2021   | 343 000 (2,4%) |
| 23          | 3           | «Barcelona y Tarragona Anfitrión: Guillem Gisbert (Manel)»             | 25 de enero de 2021   | 319 000 (2,1%) |
| 24          | 4           | «Ciudad Real y Guadalajara Anfitrión: Paco Clavel»                     | 2 de febrero de 2021  | 356 000 (2,7%) |
| 25          | 5           | «Galicia Anfitrión: Víctor Coyote»                                     | 9 de febrero de 2021  | 300 000 (2,0%) |
| 26          | 6           | «Teruel y Huesca Anfitrión: Carmen París»                              | 16 de febrero de 2021 | 393 000 (2,7%) |
| 27          | 7           | «Gerona y Lérida Anfitrión: Gerard Quintana»                           | 23 de febrero de 2021 | 226 000 (1,6%) |
| 28          | 8           | «Castilla y León Anfitrión: Rebeca Jiménez y David Ruiz (La M.O.D.A.)» | 2 de marzo de 2021    | 292 000 (2,1%) |
| 29          | 9           | «Alicante y Castellón Anfitrión: Miguel Campello (elbicho)»            | 9 de marzo de 2021    | 247 000 (1,8%) |
| 30          | 10          | «Almería y Melilla Anfitrión: Tomatito»                                | 16 de marzo de 2021   | 302 000 (2,2%) |

### 4ª temporada (2024)
| N.º (serie) | N.º (temp.) | Título                                 | Fecha de emisión      | Audiencia      |
| ----------- | ----------- | -------------------------------------- | --------------------- | -------------- |
| 31          | 1           | «Ruta del Atlántico»                   | 9 de enero de 2024    | 309 000 (2,8%) |
| 32          | 2           | «Rodeando Madrid»                      | 16 de enero de 2024   | 216 000 (2,2%) |
| 33          | 3           | «De Navarra a Donostia»                | 23 de enero de 2024   | 259 000 (2,4%) |
| 34          | 4           | «Carretera del Mediterráneo (Parte 1)» | 6 de febrero de 2024  | 240 000 (2,2%) |
| 35          | 5           | «Carretera del Mediterráneo (Parte 2)» | 13 de febrero de 2024 | 172 000 (1,6%) |
| 36          | 6           | «La nueva Barcelona»                   | 20 de febrero de 2024 | 207 000 (2,0%) |
| 37          | 7           | «Autovía del nordeste»                 | 27 de febrero de 2024 | 174 000 (1,5%) |
| 38          | 8           | «Ruta del Cantábrico»                  | 5 de marzo de 2024    | 193 000 (1,7%) |
| 39          | 9           | «De la Mancha al Levante»              | 14 de marzo de 2024   | 70 000 (1,0%)  |
| 40          | 10          | «Ruta de la Plata»                     | 21 de marzo de 2024   | 73 000 (1,1%)  |